# Pokémon Snap
Pokémon Snap ist ein Ego-Shooter und Simulations-Videospiel, das von HAL Laboratory und Pax Softnica gemeinsam entwickelt und von Nintendo für Nintendo 64 veröffentlicht wurde. Es wurde erstmals im März 1999 in Japan veröffentlicht und erschien später im Juni 1999 in Nordamerika und im September 2000 für die PAL-Regionen. Es ist ein Ableger der Pokémon-Reihe, eines der ersten konsolenbasierten Spiele für diese Serie und enthält viele Pokémon, die zum ersten Mal in Echtzeit-3D dargestellt werden. Das Spiel wurde im Dezember 2007 für die Virtual Console der Wii und 2016 für die Virtual Console der Wii U wiederveröffentlicht.
Ursprünglich als Nintendo-64DD-Titel angekündigt, wurde die Entwicklung von Pokémon Snap aufgrund der Verzögerungen beim 64DD auf die Nintendo 64 verlegt. Das Spielprinzip ähnelt dem anderer Ego-Spiele, wobei man die Perspektive des Protagonisten Todd Snap einnimmt, der sich automatisch auf einer Schiene bewegt. Ziel des Spiels ist es, Pokémon zu fotografieren und dabei Gegenstände wie Äpfel einzusetzen, um bessere Aufnahmen zu erzielen. Nach jeder Runde werden die Spieler anhand der Qualität ihrer Fotos bewertet. Die Version für die Virtual Console bietet die Möglichkeit, im Spiel aufgenommene Bilder an die Wii-Pinnwand und an Freunde zu schicken, während die Nintendo-64-Speicherkarte in Nordamerika und Japan in Blockbuster- oder Lawson-Läden gebracht werden konnte, um Bilder aus dem Spiel auf Aufkleber drucken zu lassen.
Seine Veröffentlichung wurde von Nintendo stark beworben, u. a. in mehr als 86.000 Hotels und mit einem Wettbewerb, bei dem der Gewinner nach Australien geschickt wurde. Bis Ende 1999 wurde Pokémon Snap 1,5 Millionen Mal verkauft und war 1999 nach seiner Veröffentlichung ein beliebter Verleihtitel. Es wurde von den Kritikern überwiegend positiv aufgenommen und von IGN und Boys’ Life als „süchtig machend“ und von Electric Playground als „innovativ“ bezeichnet. Es wurde auch mit anderen Videospielen mit Fotografie verglichen, wie Afrika, Dead Rising und Beyond Good & Evil. Es wurde auch als ein bemerkenswertes Beispiel für Videospiele mit Fotografie verwendet.
Eine Fortsetzung wurde am 17. Juni 2020 für Nintendo Switch angekündigt und unter dem Namen New Pokémon Snap am 30. April 2021 veröffentlicht.

## Spielverlauf
Todd Snap (japanisch トオル Tooru), ein Pokémon-Fotograf, wird von Professor Eich auf die Pokémon-Insel gerufen, einen Ort mit einer Vielzahl von klimatischen und geografischen Regionen, wo Pokémon relativ ungestört von Menschen leben. Oak braucht qualitativ hochwertige Bilder, um seine wissenschaftlichen Erkenntnisse zu untermauern, und er weiß aus Erfahrung, dass Todd die richtige Person für diesen Job ist. Mit einem motorisierten, amphibischen Buggy namens Zero-One erkundet Todd die Insel und macht Fotos von der großen Vielfalt der Pokémon, die dort leben.
Vom Forschungszentrum von Professor Eich aus kann der Spieler über ein Menüsystem zwischen den Leveln und Funktionen des Spiels wählen. Die Zero-One folgt einem linearen Pfad durch das Level, ähnlich wie bei einem Rail-Shooter. Pro Besuch können bis zu 60 Bilder aufgenommen werden. Nach Abschluss des Parcours wählt der Spieler seine besten Fotos von jedem Pokémon aus, die von Professor Eich bewertet und dem Pokémon-Report hinzugefügt werden. Bei der Bewertung werden verschiedene Aspekte der Bilder berücksichtigt, z. B. die Größe des Pokémon, seine Pose und wie das Pokémon im Bild gehalten wird. Extrapunkte gibt es für das Einfangen einer "besonderen" Pose oder eines Pokémon, z. B. eines surfenden Pikachu, und wenn mehrere Pokémon im Bild zu sehen sind. Um im Spiel voranzukommen, muss man im Pokémon-Report gut abschneiden und eine große Vielfalt an Pokémon fotografieren. Die Spieler können auch eine "Album-Markierung" verwenden, um ihre Lieblingsbilder mit einem Lesezeichen zu versehen; dadurch werden die Bilder zu einem persönlichen Album im Spiel hinzugefügt, das sie später ansehen oder ihren Freunden zeigen können.
Zu Beginn haben die Spieler nur eine Kamera, aber im Laufe des Spiels erhalten sie von Professor Eich eine Reihe von Spezialzubehör, mit dem sie bessere Fotos machen können. Das Spiel besteht aus sieben Levels: Strand, Tunnel, Vulkan, Fluss, Höhle, Tal und der Spezialstrecke „Regenbogenwolke“. Der gestaffelte Erwerb von Zubehör sorgt jedoch dafür, dass der Spieler die Parcours erneut erkunden muss, um neues Material zu entdecken. Die Levels müssen nach dem Erwerb neuer Accessoires erneut gespielt werden, um versteckte Pokémon, alternative Routen oder Fotomöglichkeiten zu finden, die die beste Punktzahl bringen. Das erste Zubehör „apfelförmiges Pokémon-Futter“, kann geworfen werden, um Pokémon entweder zu betäuben oder anzulocken. Ein anderes, die „Pester Balls“, können Pokémon außer Gefecht setzen oder sie aus ihrem Versteck aufscheuchen. Die Poké-Flöte kann auf verschiedene Weise eingesetzt werden, z. B. um Pokémon zu wecken, zu irritieren oder auszubrüten. Sie kann auch Pokémon zum Tanzen bringen und drei verschiedene Lieder abspielen, was bei bestimmten Pokémon zu unterschiedlichen Tänzen führt.
Das Spiel beinhaltet 63 der 151 Pokémon der 1. Generation.

## Entwicklung

### Hans und die Bohnenranke
Pokémon Snap war ursprünglich ein Nicht-Pokémon-Spiel namens Hans und die Bohnenranke. Das nach dem gleichnamigen englischen Märchen benannte Spiel war für den 64DD gedacht. Das Spiel wurde im Büro von HAL im zweiten Stock des Nintendo Kanda-Gebäudes in Sudachō, Tokio, von einem Entwicklerteam namens "Jack and Beans" entwickelt. Dieser Name ist sowohl im Intro-Video von Pokémon Snap als auch im Abspann zu sehen. Hans und die Bohnenranke wurde erstmals im Februar 1995 vorgestellt, ein Jahr vor der japanischen Veröffentlichung des N64. Später hat man nie wieder etwas von dem Spiel gehört. Es wurden keine Screenshots oder Videos davon veröffentlicht, und es ist nur wenig darüber bekannt, wie das Spiel aussah oder sich spielte. Es wird jedoch spekuliert, dass einige Gameplay-Elemente in EarthBound 64 eingeflossen sind, das 1994 mit der Entwicklung begann, aber im Jahr 2000 eingestellt wurde.

### Umwandlung zu Pokémon
Am 27. Februar 1996 veröffentlichte die Nintendo-Tochter Game Freak die Spiele als Pokémon Rot und Blau. Die beiden Spiele wurden zu einem Überraschungserfolg und wurden noch im selben Jahr durch Mangas und einem Sammelkartenspiel ergänzt. Am 1. April 1997 startete eine Anime-Fernsehserie, die das Franchise zu einem nationalen Phänomen machte, welches später auch erfolgreich in den Rest der Welt exportiert wurde. Nachdem klar wurde, dass die Entwicklung von Hans und die Bohnenranke nicht vorankommt, kam die Idee auf, ein Pokémon-Spin-off daraus zu machen. Satoru Iwata, einer der Produzenten des Spiels, erklärte 2010 in einem Interview: „Ursprünglich war Pokémon Snap für das Nintendo-64-System kein Pokémon-Spiel, sondern ein normales Spiel, in dem man Fotos macht. Wir haben uns gefragt, was die Spieler gerne fotografieren würden, und später sind wir dann etwas gezwungenermaßen dazu übergegangen, Pokémon zu fotografieren.“ Masanobu Yamamoto, einer der Charakterdesigner, reagierte zunächst negativ auf die Umstellung, da sie bedeutete, dass eine Menge Arbeit, die in das Projekt gesteckt wurde, wegfallen musste. Schließlich erkannte er jedoch, dass der Wechsel eine gute Idee war: „Damals wurde durch die Übernahme der Pokémon-Welt klar, was wir tun sollten und in welche Richtung wir gehen sollten, und ich begann, Pokémon zu mögen.“

## Veröffentlichung und Werbung
Pokémon Snap wurde am 21. März 1999 in Japan, am 26. Juli 1999 in Nordamerika und am 15. September 2000 in den PAL-Regionen veröffentlicht.
Für das Spiel gab es mehrere Werbeaktionen, unter anderem von Nintendo und Blockbuster. Nintendo und das japanische Lebensmittelgeschäft Lawson schlossen ein Abkommen, bei dem die Spieler ihre Pokémon Snap-Fotografien mitbringen und Bilder aus dem Spiel drucken lassen konnten. Nintendo und Blockbuster schlossen eine ähnliche Vereinbarung, wonach Blockbuster in den Vereinigten Staaten exklusiv Aufkleber von Pokémon Snap-Fotografien der Spieler drucken würde. Sie veranstalteten einen Wettbewerb mit dem Titel "Take Your Best Shot", bei dem der Spieler, der das beste Bild von Pokémon Snap an Nintendo schickt, eine Reise nach Australien gewinnen konnte. In Zusammenarbeit mit LodgeNet stellte Nintendo in mehr als 86.000 Hotels Nintendo 64s mit Pokémon Snap zur Verfügung, um das Pokémon-Franchise für die Urlaubsreisezeit zu nutzen. Nintendo zeigte Pokémon Snap bei einer Pokémon-Veranstaltung namens Pokémon League Summer Training Tour.

### Erneute Veröffentlichung
Im Dezember 2007 wurde Pokémon Snap für Wii als Virtual Konsole-Titel wiederveröffentlicht. Während die ursprüngliche Version die Möglichkeit bot, die Speicherkarte in Blockbuster- oder Lawson-Läden in den Vereinigten Staaten mitzunehmen, um aufgenommene Bilder als Aufkleber drucken zu lassen, wurde dies bei der Neuveröffentlichung durch die Möglichkeit ersetzt, Fotos auf der Wii-Pinnwand zu speichern und sie mit Freunden zu teilen.
Am 4. April 2016 wurde Pokémon Snap in Japan für Wii U als Virtual Konsole-Titel wiederveröffentlicht. Diese Version wurde in Europa und Australien am 18. August 2016 und in Nordamerika am 5. Januar 2017 veröffentlicht.

## Kritik

### Verkäufe
Pokémon Snap belegte in der Woche seiner Veröffentlichung, vom 18. bis 24. März, den vierten Platz in der Hitliste der meistverkauften Spiele in Japan. In der Woche, die am 21. Mai 1999 endete, belegte es in Japan den fünften Platz. In den Vereinigten Staaten verkaufte sich Pokémon Snap in den ersten drei Tagen nach seiner Veröffentlichung mehr als 151.000 Mal. Seit seinem Erscheinen war es bis zum 22. Oktober 1999 das meistvermietete Spiel. Im November war es in den Vereinigten Staaten in der Top-10-Liste der meistverkauften Videospiele zu finden. In der Woche, die am 27. November endete, lag es auf Platz 10 der meistverkauften Videospiele, während es in der gleichen Woche das meistvermietete Videospiel blieb. Ende 1999 war Pokémon Snap mit mehr als 1,5 Millionen verkauften Exemplaren das sechstmeistverkaufte Videospiel in den Vereinigten Staaten. IGN führte diesen Erfolg auf „gezielte Werbemaßnahmen“ und die Zusammenarbeit mit Blockbuster zurück.

### Kritische Stimmen
Pokémon Snap erhielt überdurchschnittlich gute Kritiken von den Medien und erreichte 77/100 Punkte auf Metacritic. Pokémon Snap wurde in einem Test von Videospielen aufgenommen, die Spaß machen, sicher und einfach zu spielen sind und einen Wert für Kinder haben. Ars-Technica-Redakteur Frank Caron kommentierte, dass Snap zu einem „Fan-Favoriten“ geworden sei, während Autorin Marina D'Amato es als „berühmt“ bezeichnete. Der Autor Amit Dhir bezeichnete es als eines der beliebtesten Videospiele des Jahres 1999, neben Gran Turismo und Final Fantasy VIII. Kotaku bezeichnete es als einen „Cash-in-Markentitel“. Vor der US-Veröffentlichung lobte IGN das Spiel als „seltsam, aber spaßig“. Matt Casamassina von IGN nannte es ein „süchtig machendes, überraschend spaßiges“ Spiel, merkte jedoch an, dass "Pokemaniacs von der Auswahl der Taschenmonster im Spiel enttäuscht sein werden".